# Danny Saucedo
Daniel Gabriel Alessandro Saucedo Grzechowski (nacido el 25 de febrero de 1986 en Estocolmo, Suecia), más conocido como Danny Saucedo, es un cantante sueco de orígenes bolivianos y polacos, que fue finalista de la versión sueca de Idols en 2006. Compagina su carrera en solitario con la banda E.M.D.

## Carrera
Danny Saucedo es participante habitual en el Melodifestivalen, la preselección sueca para el Festival de la Canción de Eurovisión, el cual nunca ha ganado pero en el que siempre ha obtenido buenas posiciones. 
Representó a Suecia en el Festival de Eurovisión de Baile 2008. En el Melodifestivalen participó por primera vez en 2009 con la canción "Baby Goodbye". En la tercera semifinal, celebrada en Leksand, actuaron en cuarta posición y ganaron la misma.
En la gran final, E.M.D. actuaron octavos en el Globen Arena de Estocolmo, consiguiendo la tercera posición.danny

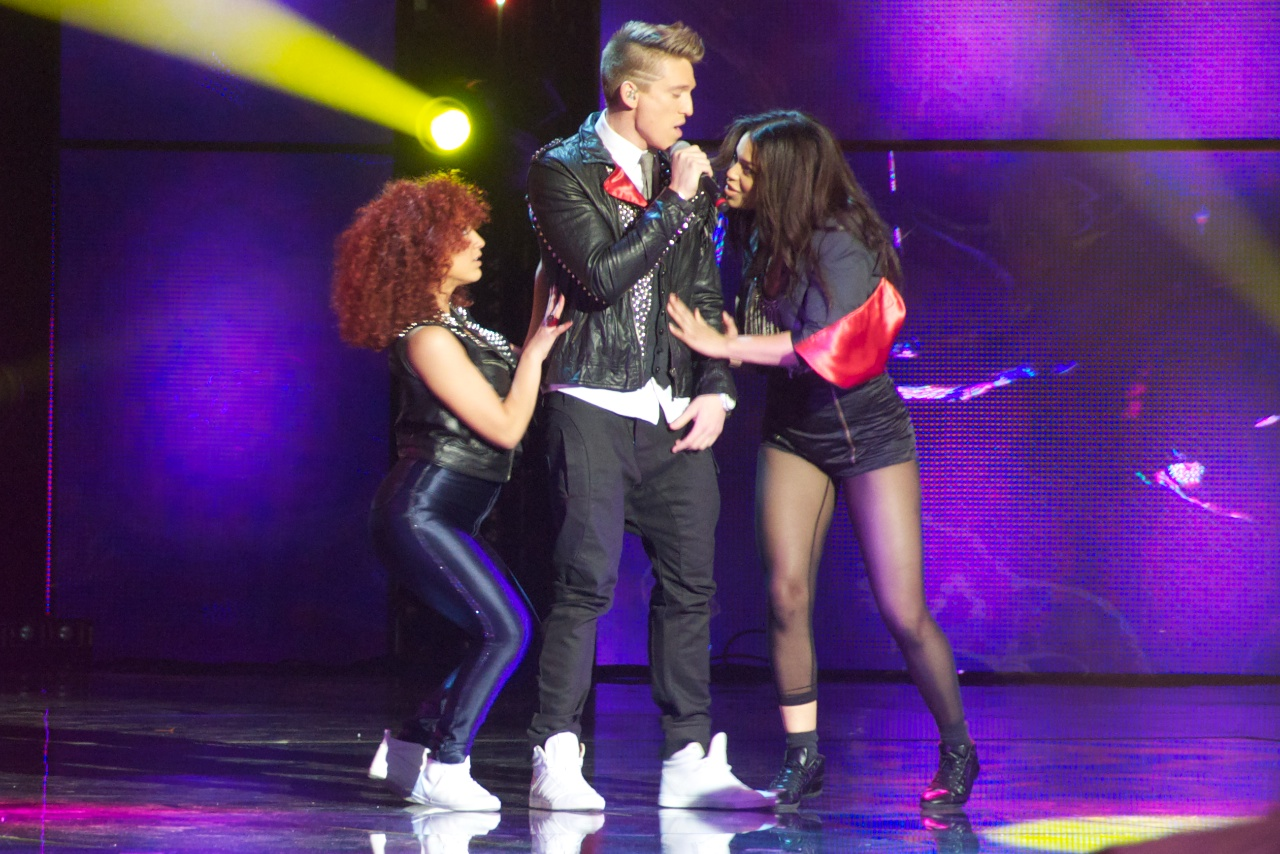
Danny Saucedo en el Melodifestivalen de 2011

En 2011 interpretó "In the club". Tras ser el ganador del televoto en la semifinal, fue subcampeón de la edición y fue portavoz de los votos suecos en el Festival de Eurovisión. 
Regresó en 2012 con "Amazing", obteniendo de nuevo el segundo puesto en la final, sólo por detrás de Loreen. En 2021 concursó de nuevo en la selección sueca con "Dandi dansa". Sus participaciones en el Melodifestivalen le han llevado a copar las listas de éxitos en Suecia.

## Discografía

### En solitario

#### Álbum
- Heart Beats, 2007
- Set Your Body Free, 2008
- In the club, 2011
- Hör vad du säger men jag har glömt vad du sa, 2015

#### Sencillos
- Öppna din dörr, 2006
- Tokyo, 2007
- Play It For The Girls, 2007
- If Only You (feat Therese Grankvist), 2007
- Hey (I've Been Feeling Kind of Lonely), 2007
- Radio, 2008
- Need to Know, 2009
- All on You, 2009
- Emely (feat Sasha Strunin), 2009
- Just Like That, 2009
- In Your Eyes, 2011
- In the Club, 2011
- Amazing, 2012
- I Can See Myself in You (feat Tommy Körberg), 2012
- Delirious, 2012
- Todo el mundo (Dancing In The Streets), 2013
- Brinner i bröstet (feat Malcolm B), 2015
- Dör för dig, 2015
- Så som i himlen (feat Tensta Gospel), 2015
- Hör vad du säger men jag har glömt vad du sa, 2016

### E.M.D.

#### Álbum
- 2008: A State of Mind 
  - 2009: A State of Mind (Deluxe Edition)
- 2009: Välkommen hem
- 2010: Rewind

#### Sencillos
- 2007: All for Love
- 2008: Jennie Let Me Love You
- 2008: Alone
- 2009: Baby Goodbye
- 2009: Youngblood
- 2009: Välkommen hem
- 2010: Save Tonight
- 2010: What Is Love
- 2010: There's a Place for Us

## Enlaces
- Página oficial Archivado el 28 de enero de 2011 en Wayback Machine.
- Espacio oficial

- Datos: Q324920
- Multimedia: Danny Saucedo / Q324920